# Tác động môi trường của Chiến tranh Việt Nam

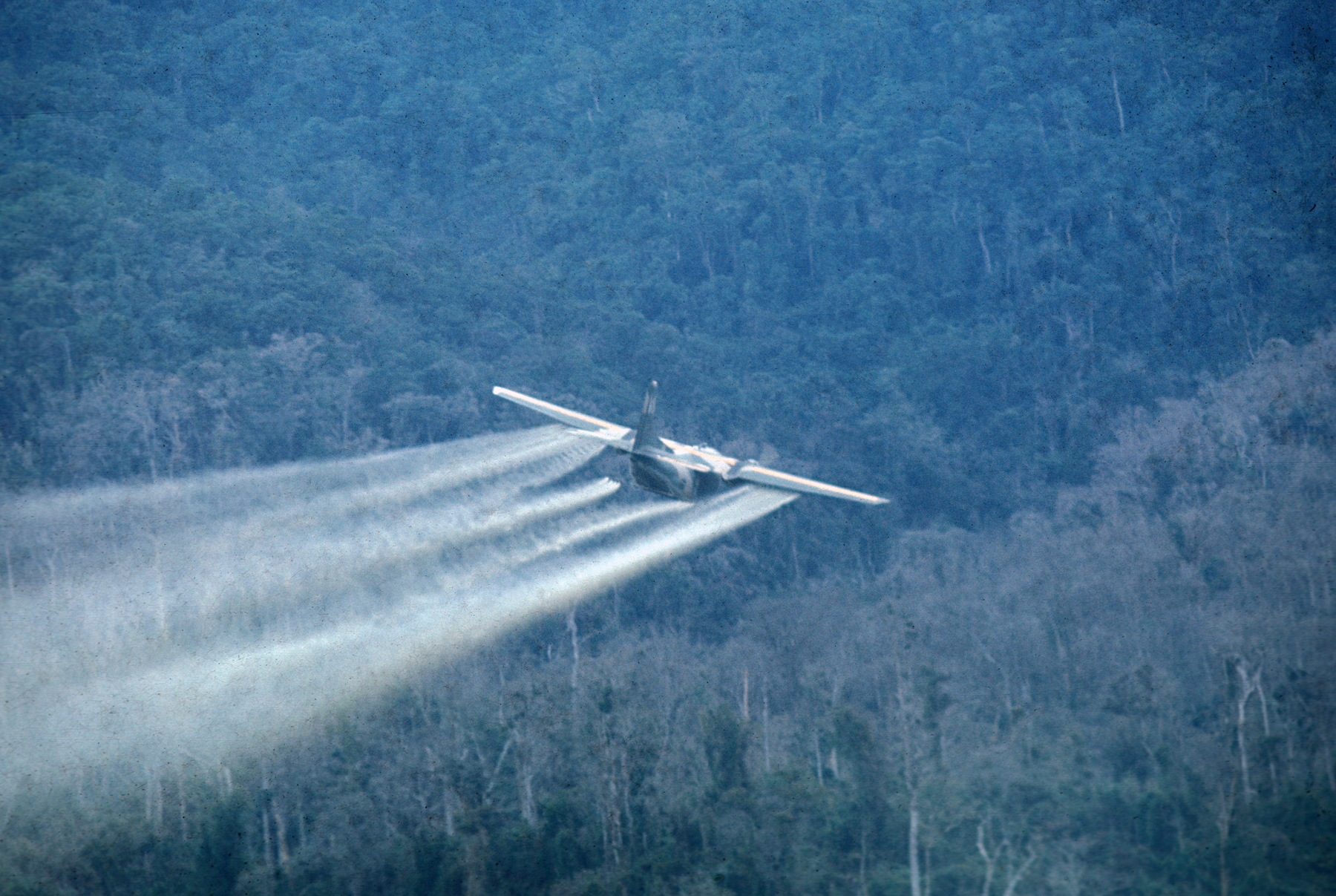
Một máy bay của Không quân Mỹ đang phun thuốc diệt cỏ ở Việt Nam.

Chiến tranh Việt Nam đã có tác động lớn và lâu dài đến môi trường của những quốc gia bị ảnh hưởng. Môi trường Việt Nam bị suy thoái nghiêm trọng do nạn sử dụng thuốc diệt cỏ, ném bom và các hoạt động quân sự khác. Việt Nam Dân chủ Cộng hòa lợi dụng địa lý và sinh thái của khu vực này nhằm che giấu hoạt động của mình và di chuyển tài nguyên, chẳng hạn như thông qua mạng lưới địa đạo và đường bộ phức tạp trên đường mòn Hồ Chí Minh. Đáp lại, nước Mỹ bèn ra sức phát triển và triển khai công nghệ cùng chiến dịch hành quân hòng phá rừng và làm sói mòn đất đai, gây ra tác động lớn đến môi trường. Theo thời gian, năng suất nông nghiệp lâu dài ở nhiều vùng của Việt Nam bị giảm sút do nhiều loại chất diệt cỏ và chiến dịch ném bom. Chiến tranh cũng có liên quan đến nạn phá rừng trên diện rộng và ảnh hưởng đến thủy văn của khu vực sông Mê Kông.

## Thuốc diệt cỏ Rainbow và chất độc da cam
Mỹ bắt đầu khởi động chiến dịch quân sự dài hạn của họ mang tên Ranch Hand. Mục tiêu là nhằm xóa sổ rừng rậm và thảm thực vật của Việt Nam hòng loại bỏ nguồn tài nguyên đáng giá như thực phẩm tách khỏi Mặt trận Dân tộc Giải phóng và khiến Quân Giải phóng khó ẩn náu hơn trong các khu rừng rộng lớn tại nước này. Chiến dịch này kéo dài từ năm 1962 đến năm 1971, chủ yếu liên quan đến việc sử dụng Thuốc diệt cỏ và Thuốc làm rụng lá, chẳng hạn như Thuốc diệt cỏ Rainbow. Thuốc diệt cỏ Rainbow bao gồm Chất độc màu xanh, Chất độc màu xanh lá cây, Chất độc màu tím, Chất độc màu hồng, Chất độc màu trắng và chất độc khét tiếng nhất là Chất độc da cam có tới vài biến thể. Chất độc màu xanh và tím nằm trong số những chất đầu tiên được đem ra dùng trong chiến dịch, tiếp theo là Chất độc màu xanh lá cây và Chất độc màu hồng, và cuối cùng là Chất độc màu trắng và da cam.
Chất độc da cam chiếm 61% lượng thuốc diệt cỏ được sử dụng trong toàn bộ chiến dịch và đưa vào dùng 3 năm sau khi chiến dịch này bắt đầu. Người ta ước tính rằng 90% lượng chất độc da cam được dùng để phá rừng vì đây là loại hiệu quả nhất trong 6 loại chất độc khi phá hủy rừng và thảm thực vật. Rừng ở Việt Nam đặc biệt dễ bị loại hóa chất như chất độc da cam này ảnh hưởng và đến cuối chiến dịch kéo dài suốt 9 năm, 11 triệu gallon chất độc da cam đã được thả xuống khu vực này, bao gồm Lào, Campuchia và chủ yếu là Việt Nam. Những loại thuốc diệt cỏ này không chỉ ảnh hưởng đến cảnh quan của Việt Nam mà còn gây ra những hậu quả thảm khốc cho cơ thể con người. Theo ước tính sơ bộ đã có tới 3 triệu người bị riêng chất độc da cam này ảnh hưởng và gây ra các vấn đề sức khỏe nghiêm trọng, khiến nhiều người trong số này tử vong. Đến năm 1970, đã có sự sụt giảm trầm trọng trong việc sử dụng các loại thuốc diệt cỏ này do những tranh cãi xoay quanh hoạt động chiến tranh hóa học của Mỹ. Nhiều người, bao gồm cả người Mỹ, đã đặt câu hỏi về tính đạo đức khi áp dụng những loại hóa chất nguy hiểm như vậy, đặc biệt là đối với những công dân bị chất độc này tác động. Chiến tranh hóa học mà nước Mỹ từng sử dụng trong suốt gần một thập kỷ đã góp phần vào sự phản đối chiến tranh của công dân Mỹ.

## Thảm thực vật và rừng
Nhiều khu rừng ở Việt Nam, đặc biệt là rừng ngập mặn, chịu tác động rất lớn của chất độc da cam. Đây là một phần lý do tại sao chất độc da cam được dùng nhiều tới như vậy, vì một lượng rất nhỏ của chất này có thể giết chết ngay một cây ngập mặn. Chúng cũng rất phổ biến ở khu vực đó trên thế giới. Vì chất độc da cam quá dồi dào nên việc nước Mỹ sử dụng chất này trở nên hữu ích hơn nhiều. Chiến tranh cũng sử dụng bom hạng nặng và Mỹ đã thả tổng cộng 13 triệu tấn bom xuống Lào, Campuchia và Việt Nam. Thuốc diệt cỏ phá hủy khoảng 7.700 dặm vuông rừng, ước tính chiếm khoảng 6% tổng diện tích đất ở Việt Nam. Tác động của chất độc da cam vẫn tiếp diễn sau chiến tranh và khiến diện tích rừng của Việt Nam giảm 50% vào những năm trong và sau chiến tranh, đạt mức thấp nhất mọi thời đại về diện tích rừng trong thập niên 1980 và 1990.